# Vladimir Kotelnikov
Vladimir Aleksandrovitch Kotelnikov (en russe : Владимир Александрович Котельников) est un scientifique soviétique spécialisé dans la théorie de l'information et dans l'astronomie radar, né le 6 septembre 1908 à Kazan et mort le 11 février 2005 à Moscou.
Il est élu membre de l'Académie des sciences d'URSS en 1953. De 1973 à 1980, Kotelnikov est président du Conseil suprême de l'Académie.
Il a reçu de nombreuses distinctions dont le prix Lénine et le prix Staline.